# Faculdade de Ciências da Universidade de Lisboa
A Faculdade de Ciências da Universidade de Lisboa (Ciências ULisboa, FCUL) é uma instituição de ensino público universitário localizada no Campo Grande, Lisboa, dedicada ao ensino e investigação nas áreas das ciências naturais e exatas.
Foi criada a 19 de Abril de 1911, mas as suas origens remontam à criação da Academia Real de Marinha em 1779 e à sua sucessora, a Escola Politécnica de Lisboa em 1837. Desde 1911 até 1985 (quando foi realojada nas instalações atuais na Cidade Universitária, em Lisboa) esteve instalada no antigo edifício da Escola Politécnica, cujas instalações são agora usadas como museu.

## Instalações e Centros Científicos
As instalações atuais compreendem uma área construída de 75.662 metros quadrados, correspondendo a oito edifícios (marcados de C1 a C8, onde o C denomina Ciências) que albergam salas de aulas, gabinetes, cafetarias, bibliotecas, uma livraria e áreas de lazer.
A faculdade alberga também diversos Institutos e Centros de Estudos:
- BioISI - Biosystems and Integrative Sciences Institute
- CE3C - Centro para a Ecologia, Evolução e Alterações Ambientais
- CEMS.UL - Centro de Estudos Matemáticos
- CENTRA - Centro de Astrofísica e Gravitação
- CFTC - Centro de Física Teórica e Computacional
- CIUHCT - Centro Interuniversitário de História das Ciências e Tecnologia
- CQB - Centro de Química e Bioquímica (extinto em 2019)
- IA - Instituto de Astrofísica e Ciências do Espaço
- IBEB - Instituto de Biofísica e Engenharia Biomédica
- IDL - Instituto D. Luiz (Laboratório Associado da FCT)
- LIP - Laboratório de Instrumentação e Partículas
- MARE - Centro de Ciências do Mar e do Ambiente
- Tec Labs - Centro de Inovação

Outras Instalações fora do Campus são ainda:
- Estação de Campo do CE3C (Grândola)
- Laboratório Marítimo da Guia (Cascais)

## Universo FCUL
A população da Faculdade, durante o ano lectivo de 2016 - 2017 contou com um total de 5183 alunos, consistindo em:
- 3197 estudantes de licenciatura.
- 647 estudantes de mestrado integrado.
- 937 estudantes de mestrado.
- 387 estudantes de doutoramento.

Ciências conta ainda com um elevado contingente de recursos humanos (651):
- 434 docentes (maioritariamente doutorados).
- 62 investigadores.
- 155 membros de pessoal não-docente

## Departamentos
A Faculdade tem os seguintes Departamentos:
- Departamento de Biologia Animal (DBA).
- Departamento de Biologia Vegetal (DBV).
- Departamento de Engenharia Geográfica, Geofísica e Energia (DEGGE).
- Departamento de Estatística e Investigação Operacional (DEIO).
- Departamento de Física (DF).
- Departamento de Geologia (GeoFCUL).
- Departamento de Informática (DI).
- Departamento de Matemática (DM).
- Departamento de Química e Bioquímica (DQB).
- Departamento de História e Filosofia das Ciências (DHFC).

## Licenciaturas (1.º Ciclo de Bolonha)
Esta Faculdade disponibiliza 17 cursos de licenciatura.
Em 2017, a licenciatura em Química da Faculdade de Ciências foi uma das dezasseis em Portugal com taxa de desemprego de 0%. No mesmo ano, a especialidade de Biologia Marinha contribuiu para a classificação da Universidade de Lisboa como a 18ª melhor do mundo na disciplina de recursos hidrográficos, de acordo com o ranking de Xangai.

## Acessos
O acesso à faculdade é livre ao público em geral com exceção de aulas em decurso. 
Em termos de transportes públicos existe o serviço de autocarros da Carris e das estações de Metropolitano do Campo Grande e Cidade Universitária; é também possível caminhar desde a estação de comboios de Entrecampos.
A Faculdade encontra-se muito próxima do Jardim do Campo Grande, onde se situa o Caleidoscópio - um espaço de estudo aberto a todos os estudantes no coração do jardim.

## Parcerias
A Faculdade de Ciências promove a mobilidade académica dos estudantes através de estágios e períodos de estudo noutras Universidades, assim como dentro da própria Universidade.
Dentro da universidade, podem ser tirados Minors e Ciências participa no curso de Estudos Gerais.
Já fora de portas, podem ser realizados estágios e períodos de estudo, com destaque para o ERASMUS+.
O Instituto de Astrofísica e Ciências do Espaço, da Faculdade de Ciências, integra o consórcio europeu responsável pelo desenvolvimento e construção do Espresso, o maior telescópio construído até à data, concebido para procurar planetas parecidos com a Terra capazes de suportar vida.

## Alumni
- Rómulo de Carvalho - Aluno da FCUL em 1926, antes de passar a FCUP.
- Branca Edmée Marques - Professora da FCUL, aluna de Marie Curie
- Manuel Valadares - Professor da FCUL, aluno de Marie Curie
- Artur Ricardo Jorge - Professor da FCUL
- José Pinto Peixoto - Professor da FCUL, presidente da Academia das Ciências de Lisboa
- Fernando Catarino - Professor da FCUL
- Galopim de Carvalho - Professor da FCUL, escritor
- Clara Pinto Correia - Escritora
- Ana Simões - Professora da FCUL
- António Manuel Baptista - Divulgador, jornalista
- Henrique Leitão - Professor da FCUL, Prémio Pessoa
- Fernando Bragança Gil - Professor da FCUL, Fundador do Museu de Ciência da Universidade de Lisboa

## Outros factos
A 10 de fevereiro de 2022, a Polícia Judiciária, após aviso do FBI, desmontou uma tentativa de ataque terrorista planeada por um estudante do curso de Engenharia Informática da instituição, às instalações e alunos da FCUL, visando assassinar o maior número possível de alunos, à semelhança dos massacres em instituições de ensino dos Estados Unidos.